# Der Berg (1990)
Der Berg ist ein Schweizer Spielfilm des Regisseurs Markus Imhoof aus dem Jahr 1990. Das Filmdrama basiert auf der wahren Tragödie des Doppelmordes am Wetterwart-Ehepaar Heinrich und Magdalena Haas vom 21. Februar 1922 auf dem Säntis.

## Handlung
1922, zur Zeit der Handlung, muss ein Wetterwart den ganzen Winter alleine mit Vorräten auf einem hohen Berg verbringen. Während des langen Winters ist er abgeschnitten vom Rest der Welt und Kontakt zur Aussenwelt gibt es nur über die Telegraphenleitung. Nach einem tragischen Unfall des vorherigen Wetterwartes Jetzler, der durchgedreht ist, soll die einsame Wetterstation nun mit einem Ehepaar besetzt werden. Joseph Manser ist arbeitslos und heiratet kurzfristig die schwangere Lena, um den Posten zu bekommen. Gregor Kreuzpointner, ein ehemaliger k.u.k. Offizier mit Kriegserfahrung in den Dolomiten, fühlt sich durch Manser betrogen. Er wagt darauf die Wintererstbesteigung des Berges, um der Welt zu beweisen, dass der Posten eigentlich ihm zusteht. Er erreicht den Gipfel, wo es zwangsläufig zwischen den Männern und der Frau zu einem Kampf auf Leben und Tod kommt.

## Auszeichnungen
Der Berg lief im Wettbewerb der Berlinale 1991 und war für den Goldenen Bären nominiert. Beim Filmfestival von Trento konnte er den 1. Preis gewinnen.